# Старшова, Екатерина Игоревна
Екатери́на И́горевна Старшо́ва (род. 28 октября 2001, Москва) — российская актриса театра и кино. Наиболее известна по роли Пуговки в сериале «Папины дочки».

## Биография
Родилась 28 октября 2001 года в Москве в семье фигуристов Елены Михайловской и Игоря Старшова. В 2007 году была утверждена на роль Пуговки (Полины Васнецовой) в телесериале «Папины дочки». 1 сентября 2008 года пошла в первый класс. Снималась в рекламных роликах брендов «ФрутоНяня», «Киндер-сюрприз», детской косметики «Принцесса», витаминов «Пиковит» и гипермаркета игрушек «Бегемот».
Профессионально занимается фигурным катанием. Участвовала в Международном шоу танцев на льду в Париже и заняла 2-е место.
С января 2016 года принимала участие в шоу «Танцы со звёздами» в паре с Владиславом Кожевниковым.
В 2019 году поступила в МГУ им. М. В. Ломоносова на факультет фундаментальной медицины.

## Личная жизнь
3 июля 2017 года опубликовала в социальной сети Instagram фото с молодым человеком, прокомментировав его: «Когда захотела запечатлеть то, как я смотрю на своего парня…», однако уже 16 августа того же года в интервью заявила, что у неё был парень, но после близкого общения они достаточно быстро разошлись, и она занята только работой.
19 декабря 2018 года призналась в интервью Cosmopolitan, что встречается с молодым человеком по имени Василий, с которым познакомилась на катке. По словам Старшовой, она знакома с ним с детства, но настоящие чувства зародились только сейчас.

## Фильмография
| Год       |   | Название            | Роль                         |
| --------- | - | ------------------- | ---------------------------- |
| 2007—2013 | с | Папины дочки        | Полина Васнецова («Пуговка») |
| 2007      | ф | Русалка             | эпизод                       |
| 2009      | ф | Чёрная молния       | Таня                         |
| 2023      | с | Папины дочки. Новые | Полина Васнецова («Пуговка») |

### Озвучивание
- 2017 — «Хайди» — Хайди[8][9]

### Телешоу
- 2008—2009 — «Скажи!» — гость
- 2008 — «Истории в деталях» — объект истории
- 2008 — «Ранетки-mania»
- 2009 — «Большая разница» — гость-«объект пародии»
- 2009 — «Самый умный из „Папиных дочек“» — участница
- 2009 — «День знаний по-нашему!»
- 2009 — «Большой город»
- 2010 — «Новый Год по-нашему!»
- 2010 — «6 кадров. Юбилейный концерт» — гость
- 2010 — «Минута славы 4» — гость
- 2010 — «Чёрная Молния. Фильм о фильме» — гость
- 2010 — «Спросите повара» — гость
- 2011 — «Кто хочет стать миллионером?» — игрок
- 2011 — «Битва интерьеров» — судья в одном из выпусков
- 2013 — «Кто хочет стать миллионером?» — игрок
- 2016 — «Танцы со звёздами» — участница
- 2017 — «Новый год, дети и все-все-все!»
- 2019 — «Про любовь» (выпуск «Семья Андрея Леонова») — гость
- 2020 — «Детки-предки»

## Награды и признание
- 2008 — Премия «Женщина года 2008» по версии журнала Glamour в номинации «Команда года» за роль Пуговки в ситкоме «Папины дочки» (совместно с Мирославой Карпович, Анастасией Сиваевой, Дарьей Мельниковой и Елизаветой Арзамасовой).

## Общественная позиция
В 2022 году осудила вторжение России на Украину.